# Botfalva, Ujhorod
Botfalva (în ucraineană Ботфалва) este un sat în comuna Tarnivți din raionul Ujhorod, regiunea Transcarpatia, Ucraina.

## Demografie
Componența lingvistică a localității Botfalva
     Maghiară (65,98%)
     Ucraineană (32,47%)
     Alte limbi (1,38%)
Conform recensământului din 2001, majoritatea populației localității Botfalva era vorbitoare de maghiară (65,98%), existând în minoritate și vorbitori de ucraineană (32,47%).